# 舟山弘一
舟山 弘一（ふなやま こういち、1975年12月17日 - 2018年11月19日）は、岩手県出身のアクション俳優、俳優、スタントマン、アクション監督、殺陣師。

## 経歴
90年代は伊勢戦国時代村（伊勢時代村）の忍者劇場などにて活動し、工藤孝裕などと共演していた。主にスタントマンとしてテレビ・映画・舞台などにも出演し、『大河ドラマ』『ラスト サムライ』『ドロメ』などに出演。
2018年3月17日に『アクションサミット』（日本アクション界関係者によるトークイベント）に出演。
2018年11月に心劇症型心筋炎により入院し、意識不明の重体となり、集中治療室へ入るが意識が戻らず、19日午後5時52分に42歳で死去。12月23日にお別れ会が開催された。交流のあった工藤孝裕や石垣佑磨などが追悼メッセージを送った。
舟山が生前にアクションコーディネーターを担当した『スター☆ジャン神』が2019年1月より放送された。4月6日に『ジャパンアクションアワード』にてベストアクション監督賞 最優秀賞を受賞。授賞式には配偶者が代理で登壇し、映画やドラマで舟山よりアクション指導を受けた綾瀬はるか・池松壮亮・吉川晃司などが追悼と感謝のコメントを寄せた。

## 人物
- 家族は配偶者と子供3人。B98cm・W75cm・H89cm・靴サイズ 26cm[1]。普通自動車、普通自動二輪、四級小型船舶操縦士免許取得[1]。